# Pou Rieng
Pou Rieng es una comuna (khum) del distrito de Kampong Leav, en la provincia de Prey Veng, Camboya. En marzo de 2008 tenía una población estimada de 6089 habitantes.
Se encuentra ubicada al sur del país, a escasa distancia de los ríos Mekong y Bassac, y de la frontera con Vietnam.